# 一式炮戰車
一式炮戰車 是日本陸軍在第二次世界大戰用九七式中戰車改裝的一種驅逐戰車，主要用於反坦克作戰。
「一式砲戰車」一般為裝甲兵稱呼的名稱，砲兵稱之為「一式七釐半自走砲」。正式名稱為Ho-Ni I（ ホニI ）「一式自走砲（一式七釐半自走砲）」，原本就是隸屬砲兵的裝備。

## 開發
一式炮戰車於1939年開始研發，在九七式中戰車的車身裝上九O式野戰炮。該車採用開放式戰鬥室，乘員只有正面和兩側有鋼板保護。1941年由日立龜有工廠生產出原型車，同年10月開始在陸軍野戰砲兵學校作實驗測試。
雖於1941年制式化，但因生產能力不足，到1942年才開始量產。Ho-Ni I跟 Ho-Ni II（一式十釐自走砲）加起來共生產138輛（也有資料說是124或55輛）Ho-Ni I單獨生產量推測有50輛以上。

## 性能

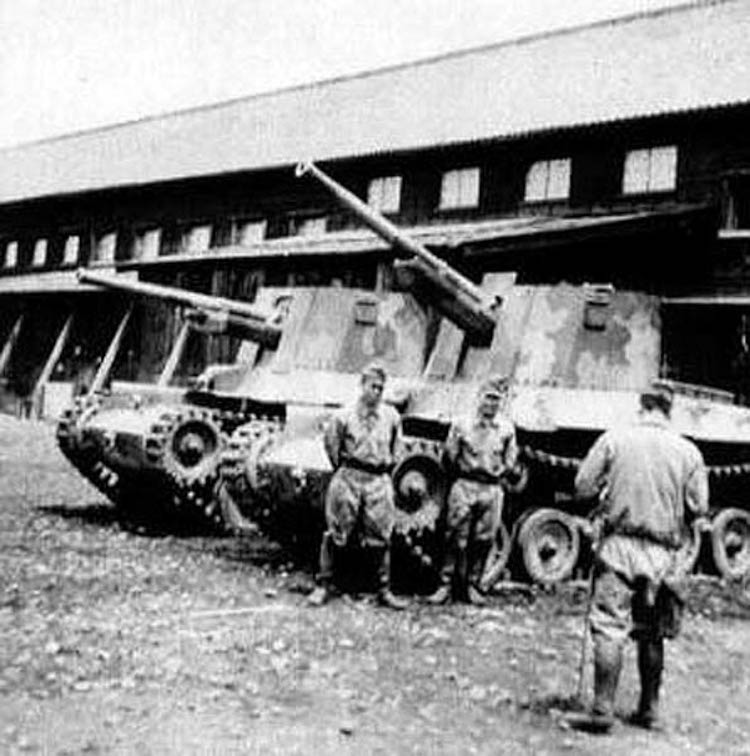
兩輛一式炮戰車

一式炮戰車全長5.9米、寛2.23米、高2.29米。主砲為改良版的九O式野戰炮。備彈量有24發。在戰鬥時由拖車做彈藥補充。車體為九七式，但刪除了旋轉砲塔和車體機槍。戰鬥室為開放式。車體前部額外鉚接了16毫米的裝甲，並在前部、兩側均配備了砲盾。裝甲厚度為正面41毫米、側面25毫米、背面20毫米、頂部16毫米、底部8毫米，砲盾正面50毫米、側面12毫米。裡面配備了吊架，用於搭載主砲。重量為14.7噸、加上炮彈為15.9噸。發動機為三菱重工製風冷式柴油發動機（170馬力），時速38公里。航程為210公里。

## 使用國家

### 大日本帝国
一式炮戰車參與過菲律賓爭奪戰。當M4坦克出現時。日軍派出一式炮戰車增援菲律賓，在運送途中船隻在馬尼拉灣被美軍擊沉，當中的一式炮戰車全部沉落大海。
第十四戰車聯隊也有一式炮戰車參與緬甸戰役。其餘的一式炮戰車則大多部署在日本本土為本土決戰作準備，直到日本投降也沒太多的參戰機會，二戰後有一輛一式炮戰車被美國人拿走，現於馬里蘭州阿伯丁坦克博物館。

## 流行文化

### 電子遊戲
- 《戰爭雷霆》
- 《應徵入伍》

### 註腳
1. ↑  『MILITARY CLASSICS Vol.57』イカロス出版、24頁。
2. 1 2 3 4 5  .   [2024-08-08]. （原始内容存档于2024-12-05） （日语）.

### 書籍
- 上田信（日语：(イラストレーター)）. . 由何, 永勝翻译. 星光出版社. ISBN 957-677-652-X.